# Beautiful World (Connie Talbot)
Beautiful World è il quarto album della cantante britannica Connie Talbot, l'ultimo della sua infanzia, pubblicato il 26 novembre 2012. Ha raggiunto la posizione n° 1 in Taiwan.
Per la prima volta, la Talbot scrive i testi e le musiche delle sue canzoni.

## Tracce
1. Count on Me – 3:14 (Philip Lawrence, Ari Levine, Bruno Mars)
2. Let It Be – 3:55 (Lennon-McCartney)
3. The Climb – 3:37 (Jessi Alexander, Jon Clifton Mabe)
4. What the World Needs Now – 4:20 (testo: Hal David – musica: Burt Bacharach)
5. Fireflies – 3:05 (Adam Young)
6. Beautiful World – 4:33 (Connie Talbot)
7. Amazing Grace – 3:57 (testo: John Newton – musica: Tradizionale)
8. Pray – 3:31 (Nasri Tony Atweh, Justin Bieber, Omar Martinez, Adam David Messinger)
9. Gift of a Friend – 4:57 (Andrew Creighton, Demi Lovato, Adam Watts)
10. Imagine – 3:43 (John Lennon)
11. Colors of the Wind – 4:04 (testo: Stephen Schwartz – musica: Alan Menken)
12. Heal the World – 4:42 (Michael Jackson)
13. Hero – 3:59 (testo: Mariah Carey – musica: Walter Afanasieff)